# 延岡市立西階中学校
延岡市立西階中学校（のべおかしりつ にししなちゅうがっこう）は、宮崎県延岡市西階町一丁目にある公立中学校。

## 沿革
- 1962年4月1日 - 第1期工事完成により野地町の現在地に開校。
  - 2年生は南方中学校の校舎を一部借用して収容。
- 1962年11月18日 - 校旗および校歌制定。また、第2期工事および運動場完成。2年生を迎え入れ、創立記念運動会挙行。
- 1967年3月12日 - 体育館竣工。
- 1977年1月31日 - 管理棟竣工。
- 1992年9月12日 - 新校舎竣工。
- 1996年3月31日 - プール完成。

## 概要
- 生徒数 422人
- 学級数 13（通常学級12、特別支援学級1）
- 職員数 26人

（2009年4月1日現在）

## 学区
- 南方小学校通学区域

## 交通
- 宮崎交通バス 保健福祉大行き 「西階運動公園」下車

## 部活動など
- 野球部
- サッカー部
- 女子バレー部
- ソフトボール部
- バスケット部（男・女）

- ソフトテニス部（男・女）
- 剣道部
- 陸上部
- 吹奏楽部
- 美術部

## 著名な関係者

### 出身者
- 首藤正治（延岡市長）